# Василишин Андрій Дмитрович
Андрі́й Дми́трович Васили́шин (нар. 27 липня 1984, Дорошівці, Заставнівський район, Чернівецька область — пом. 20 липня 2014, місто Олександрівськ, Артемівський район, Луганська область) — старший сержант 8-го окремого полку спецпризначення (Хмельницький). Загинув у 2014 році під час виконання бойового завдання.

## Життєпис
У 2001 році закінчив середню школу. Працював у Чернівцях в охоронній фірмі «Тигр», майстер спорту із самбо. На фронт пішов добровольцем.
Загинув під час мінометного обстрілу в районі с. Георгіївка аеропорту Луганська.. Їхня група забезпечувала проходження колони української військової техніки в Луганському аеропорту.
«Групою командував герой України майор Петраківський. Рухаючись двома Уралами, дві групи спецназу доїхали до лісосмуги, залишивши там групу прикриття на одному з Уралів, інша ж група, під керівництвом Петраківського, рушила вперед. Після дорозвідки місцевості трьома спецназівцями Петраківський ухвалив рішення про просування далі, вглиб позиції противника. Проїхавши кількасот метрів по машині вдарили з РПГ, але обидва постріли були невлучними й командир групи вирішив іти на прорив. По машині відкрили вогонь із засідки, але завдяки злагодженим діям групи ворог був знищений. Машину повністю прошило кулями, з'явились перші поранені. Й тут ворог застосував провірену боями подвійну засідку й відкрив вогонь через декілька десятків метрів з протилежного боку. Бій продовжився з новою силою.
Пораненим впав кулеметник групи. Смертельне поранення в шию отримав і Андрій Василишин. Під прикриттям бойових товаришів Андрію надавали першу медичну допомогу, однак через декілька хвилин він помер. Група шквальним вогнем погасила засідку й, рухаючись в тил противника, виїхала на ворожий блокпост. Найманці не чекали появи спецназівців в себе під боком. Вони бігали босі, хапаючи на ходу зброю, намагалися чинити опір, але були впритул „скошені точним вогнем“ групи.
Відхід прикривали з підствольних гранатометів, не даючи підняти голову тим, хто вцілів. Вискочивши на польову дорогу продірявлений Урал зупинився і група зайняла кругову оборону. Неподалік, метрів через двісті, проходила лісосмуга. Ворог обходив, намагаючись знищити оточену групу. Командир групи Петраківський намагався викликати підтримку артилерії. Під час бою він помітив, що в одного із бійців, який був біля нього, вибуховою хвилею зірвало каску.
Після побаченого він зняв свою каску й віддав її бійцю. Вогнем з міномета вороги почали обстрілювати оточених бійців. Одна з змін влучила по кабіні Уралу, в кузові якого лежав загиблий Андрій. Уламками машини була поранена більша частина групи. Двоє бійців були дуже важкими, а також уламком був поранений в голову і майор Петраківський. Від палаючого Уралу зайнялося поле з пшеницею. Бійці вирішили під прикриттям димової завіси з палаючого поля перенести поранених й вбитого на сусідню лісосмугу з пристріляних ворогом позицій. Один із бійців взяв кулемет із боєкомплектом до нього, ще один боєць прикривав його. Вдвох вони перебігли в сусідню лісосмугу й зайняли там позицію. Всі, хто міг пересуватися, брали поранених товаришів, яким була надана перша медична допомога, й переносили їх в сусідню лісосмугу. Андрія декілька разів намагались зняти з палаючого Уралу, але ворог не давав підійти до машини. Весь час поранений Петраківський тримав зв'язок з командиром полку, хоча ніхто з групи не міг уявити, що в це пекло відправлять підмогу для евакуації групи.
Один із поранених, Павло Ільчук, був майже присмерті. Йому зробили декілька уколів сильного знеболюючого. Тримаючи оборону в „зеленці“ бійці не полишали спроб дістати загиблого Андрія. В цей час на горизонті з'явився БТР і Урал, збоку полем рухався ще один автомобіль. Це була група евакуації, яку відправив командир полку. Вогнем з БТР і машин під постійним вогнем артилерії дві групи спецназу прорвалися через кільце ворога. За декілька хвилин загиблого Андрія зняли з Уралу, на якому вже рвався боєкомплект й погрузили в машини поранених бійців, які не могли пересуватись самі. Також евакуювали всю пошматовану кулями й уламками групу. Бій тривав близько п'яти годин. У кожного з бійців залишилося по декілька магазинів. Дорога назад супроводжувалась вогнем» — згадують військовослужбовці.

## Нагороди та вшанування
- орден «За мужність III ступеня» (14.11.2014) (посмертно)
- нагрудний знак «За оборону Луганського аеропорту» (посмертно)
- груднем 2014 року в Дорошовецькому НВК відкрито меморіальнк дошку Андрію Василишину.